# 페예노르트
페예노르트 로테르담(네덜란드어: Feyenoord Rotterdam)은 네덜란드의 로테르담을 연고로 하는 프로 축구 클럽으로, 에레디비시에 속해 있다.

## 역사
1908년 빌헬미나라는 명칭으로 창단되었으며, 클럽은 1912년에 SC 페이예노르트(SC Feijenoord)로 이름을 변경하였고, 1973년부터는 국제적인 이유로 현재의 페예노르트로 변경하였고, 1937년부터 스타디온 페예노르트를 홈구장으로 사용하고 있다.
페예노르트는 네덜란드에서 가장 성공적인 클럽들 중 하나로 손꼽히며, 에레디비시 15회, KNVB컵 13회, 그리고 요한 크라위프 스할 4회 우승한 기록이 있다. 클럽은 유러피언컵도 1번, UEFA컵을 2번 우승하였고, 인터콘티넨털컵을 1번 우승하였다. 클럽은 네덜란드 축구 1부 리그인 에레디비시를 지배한 세 클럽들 중 하나로, 다른 두 팀은 아약스와 PSV이다. 이 세 클럽들은 항상 에레디비시 소속이었고, 1952년 승격 이후, 현재(2020년)까지 하위 리그로 강등된 적이 한 번도 없었다.
페예노르트는 서민의 클럽으로 알려져 있으며, 국내에 많은 서포터를 보유하고 있다. 클럽의 황금기는 1960년대와 1970년대로, 코언 마울레인과 오버 킨트발은 클럽에게 리그 타이틀을 6번, 유럽대항전 트로피를 2번, 그리고 인터콘티넨털컵을 1번 가져다 주었고, 그에 따라 네덜란드 최초로 유러피언컵과 인터콘티넨털컵을 획득한 첫 팀이 되었다.
페예노르트는 오랜 기간 동안 아약스와 악연을 맺고 있으며, 네덜란드의 1, 2위 도시 간의 충돌을 더 클라시커르(고전)이라고 부른다. 클럽의 공식 응원가는 "손에 손을"이다.
2002년 월드컵 이후 송종국 선수가 활약했던 팀이기도 하다.

## 역대 성적

### 국내 대회
- 에레디비시 : 16

1924, 1928, 1936, 1938, 1940, 1961, 1962, 1965, 1969, 1971, 1974, 1984, 1993, 1999, 2017, 2022-23
- KNVB컵 : 14

1930, 1935, 1965, 1969, 1980, 1984, 1991, 1992, 1994, 1995, 2008, 2016, 2018, 2024
- 요한 크라위프 스할 : 4

1991, 1999, 2017, 2018

### 유럽 대회
- UEFA 챔피언스리그 : 1

1969-70
- UEFA 유로파리그 : 2

1973-74, 2001-02
- UEFA 유로파컨퍼런스리그
  - 준우승(1회) : 2021-22

### 국제 대회
- 인터콘티넨털컵 : 1

1970

## 선수 명단

### 현역
참고: FIFA 자격 규정에 따라 소속된 국가대표팀 국기를 표시합니다. 선수는 복수의 FIFA 비회원국 국적을 가지고 있을 수 있습니다.
| 번호 | 포지션 | 국적     | 이름              |
| ---- | ------ | -------- | ----------------- |
| 4    | MF     |          | 황인범            |
| 9    | FW     |          | 우에다 아야세     |
| 15   | MF     | 우루과이 | 파쿤도 곤살레스   |
| 16   | DF     |          | 우고 부에노       |
| 18   | DF     |          | 게르노트 트라우너 |

| 번호 | 포지션 | 국적     | 이름            |
| ---- | ------ | -------- | --------------- |
| 38   | FW     | 가나     | 이브라힘 오스만 |
| 39   | GK     | 아일랜드 | 리암 보신       |

## 역대 감독
| 감독                  | 임기        |
| --------------------- | ----------- |
| 에른스트 하펠         | 1969 ~ 1973 |
| 핌 베어벡             | 1989        |
| 빔 얀선               | 1990 ~ 1993 |
| 레오 베인하커르       | 1997 ~ 2000 |
| 뤼트 휠릿             | 2004 ~ 2005 |
| 레오 베인하커르(대행) | 2007        |
| 로날트 쿠만           | 2011 ~ 2014 |
| 딕 아드보카트         | 2019 ~ 2021 |